# Justice for Hungary (album)
Justice for Hungary je hudební album skupiny Kárpátia. Vydáno bylo v roce 2011.

## Seznam skladeb
1. Justice for Hungary!
2. Az én hitem
3. Délvidék
4. Tetemrehívás
5. Kér a magyar
6. Fent a budai várban
7. Gyógyulj meg
8. Szép idők
9. Jurátus-induló
10. Jól ismertek engem
11. Átok-rontás